# Incastro (album)
Incastro è il secondo album pubblicato nel 1977 dal gruppo musicale Madrugada. Pubblicato con più di un anno di ritardo sulla sua effettiva realizzazione, l'album segna un cambio di rotta musicale del gruppo che si sposta decisamente verso il jazz-rock, largamente influenzato da un tour, come gruppo spalla, con gli Area di Demetrio Stratos e viene impreziosito della collaborazione di musicisti come Gianluigi Trovesi, Lucio Fabbri, Luciano Ninzatti, Gianni Bertocchi e Silvia Annicchiarico.   L'album è stato poi riproposto nel 2006 su supporto CD con l'aggiunta di bonus track, inserti grafici, note critiche e biografiche.

## Tracce
1. Romanzen – 12:00
2. È triste il vento – 5:20
3. Aragon – 8:22
4. Katmandu – 3:40
5. Noter de Berghem – 1:20
6. Hobbit – 5:50

## Formazione
- Gianfranco Pinto - piano Fender Rhodes, organo Hammond, pianoforte, minimoog, tastiera, vibrafono, celesta, voce
- Alessandro "Billy" Zanelli - basso, voce
- Pietro Rapelli - batteria, percussioni, voce

Altri musicisti
- Luciano Ninzatti - chitarra elettrica
- Lucio Fabbri - violino
- Gianluigi Trovesi - sax
- Gianni Bertocchi - flauto
- Silvia Annicchiarico - voce